# Tipula (Pterelachisus) pseudocrassiventris
Tipula (Pterelachisus) pseudocrassiventris is een tweevleugelige uit de familie langpootmuggen (Tipulidae). De soort komt voor in het Palearctisch gebied.